# Boreti
Boreti (en serbe cyrillique : Борети) est un village du sud du Monténégro, dans la municipalité de Budva.

## Démographie

### Évolution historique de la population
| 1948 | 1953 | 1961 | 1971 | 1981 | 1991 | 2003 |
| ---- | ---- | ---- | ---- | ---- | ---- | ---- |
| 135  | 127  | 128  | 213  | 534  | 187  | 231  |